# Adam Ostolski
Adam Edward Ostolski (* 7. November 1978) ist ein polnischer Soziologe, Publizist und Politiker. Er ist Mitarbeiter der Zeitschrift Krytyka Polityczna und Mitglied des Redaktionsbeirats von Green European Journal. In den Jahren 2013–2016 war er einer der Vorsitzenden der politischen grünen Partei Zieloni.
Ostolski wurde 2011 promoviert. In den Jahren 2009–2013 war er ein Lehrbeauftragter an der Warschauer Medizinische Universität, seit 2013 ist er ein Dozent an der Universität Warschau. 2022 lehrte er als Gastdozent an der Friedrich-Schiller-Universität Jena.
Ostolski ist Mitautor des Buches „Stimmen für Europa“ (Steidl Verlag 2014, zusammen mit Oskar Negt, Tom Kehrbaum und Christine Zeuner). Er erschien in „What Is Democracy?“ (2009), eine 8-Kanal-Videoinstallation von Oliver Ressler.